# Загострений банан
Загострений банан (Musa acuminata) — вид бананів із короткими товстими плодами, порівняно із найпоширенішими сортами. 
Вони більш солодкі, ніж звичайні десертні банани, і мають подібний до яблучного смак, завдяки чому вони також відомі як «яблучні банани», «дамський пальчик» або «карликові банани». Зазвичай плоди споживаються у зрілому вигляді.